# Ravenea lakatra
Ravenea lakatra là loài thực vật có hoa thuộc họ Arecaceae. Loài này được (Jum.) Beentje miêu tả khoa học đầu tiên năm 1994.